# Franz Drewes
Franz Josef Drewes (* 15. August 1929 in Paderborn; † 10. Februar 2017 ebenda) war ein deutscher Verwaltungsjurist.

## Werdegang
Franz Josef Drewes legte 1950 am Gymnasium Theodorianum das Abitur ab und studierte im Anschluss Rechtswissenschaft in Kiel. Nach Promotion 1958 und dem Zweiten Staatsexamen 1959 war er ab 1961 als Regierungsassistent im Regierungsbezirk Detmold tätig. 1970 wechselte er in das Amt des Stadtdirektors der lippischen Stadt Lage. 1991 wurde er ehrenamtlicher Kommunalberater in Zeitz (Sachsen-Anhalt). Von 1998 bis März 2011 war er Quästor an der Theologischen Fakultät Paderborn.

## Ehrungen
Franz Josef Drewes war Träger des Bundesverdienstkreuzes 1. Klasse (Verleihung am 3. Dezember 2003 durch Regierungspräsident Andreas Wiebe in Detmold) und Komtur des Silvesterordens, der für Verdienste um die römisch-katholische Kirche verliehen wurde. 2008 wurde er Ehrenbürger der Theologischen Fakultät Paderborn.